# Clausena dunniana
Clausena dunniana är en vinruteväxtart som beskrevs av H. Lév.. Clausena dunniana ingår i släktet Clausena och familjen vinruteväxter. Utöver nominatformen finns också underarten C. d. robusta.